# غلين بوير
غلين بوير (بالإنجليزية: Glenn Boyer)‏ (5 يناير 1924، ويسكونسن في الولايات المتحدة - 14 فبراير 2013)؛ روائي أمريكي.